# اردوگاه پناهندگان مراجیب الفهود

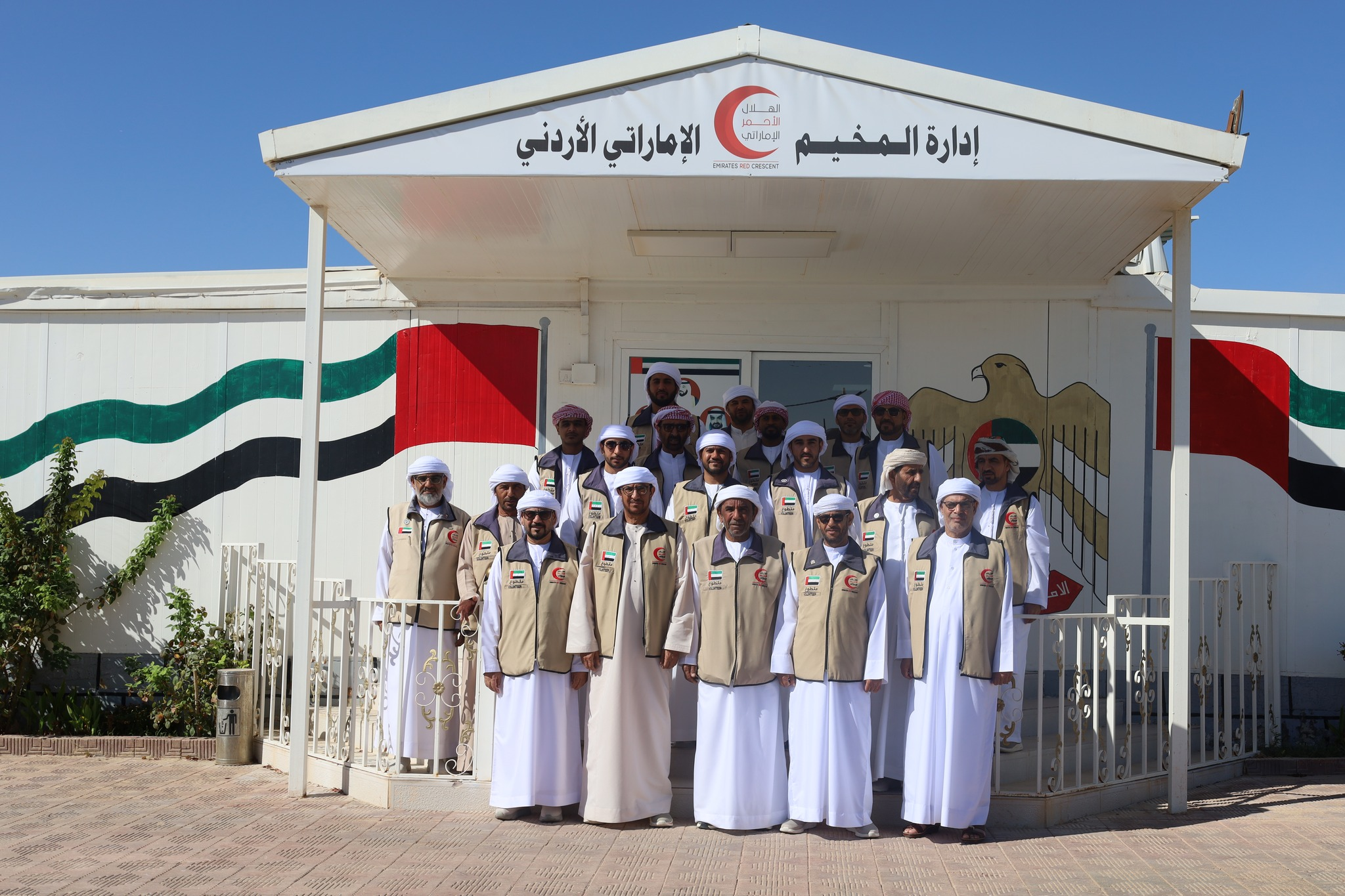
PIC

اردوگاه پناهندگان مراجیب الفهود یک اردوگاه پناهندگان در اردن است که در استان زرقاء واقع شده‌است.

## وضعیت اردوگاه
اردوگاه پناهندگان مراجیب الفهود ۰٫۳۴ کیلومتر مربع مساحت و ۴٬۱۹۶ نفر جمعیت دارد. این اردوگاه در شهر مراجیب الفهود واقع شده‌است و دشت وسیعی را در حدود ۲۰ کیلومتری شرق زرقا (اردن)، در برمی‌گیرد. این اردوگاه در آوریل ۲۰۱۳ افتتاح شد و بودجه آن توسط امارات متحده عربی تأمین می‌شود. این اردوگاه برای مقابله با هجوم پناهندگان بیشتری از سوریه ساخته شده‌است، چرا که ظرفیت اردوگاه زعتری ناکافی است. مقامات اردنی نگران بودند که تعداد پناهندگان سوری ظرف شش ماه آینده در اردن دو برابر شود، چرا که مهاجرت در طول آب و هوای گرم‌تر افزایش می‌یابد.